# Echinopsis silvestrii
Echinopsis silvestrii es una especie de plantas en la familia Cactaceae. Es endémica de Salta y Tucumán en  Argentina. Es una especie rara en las colecciones.

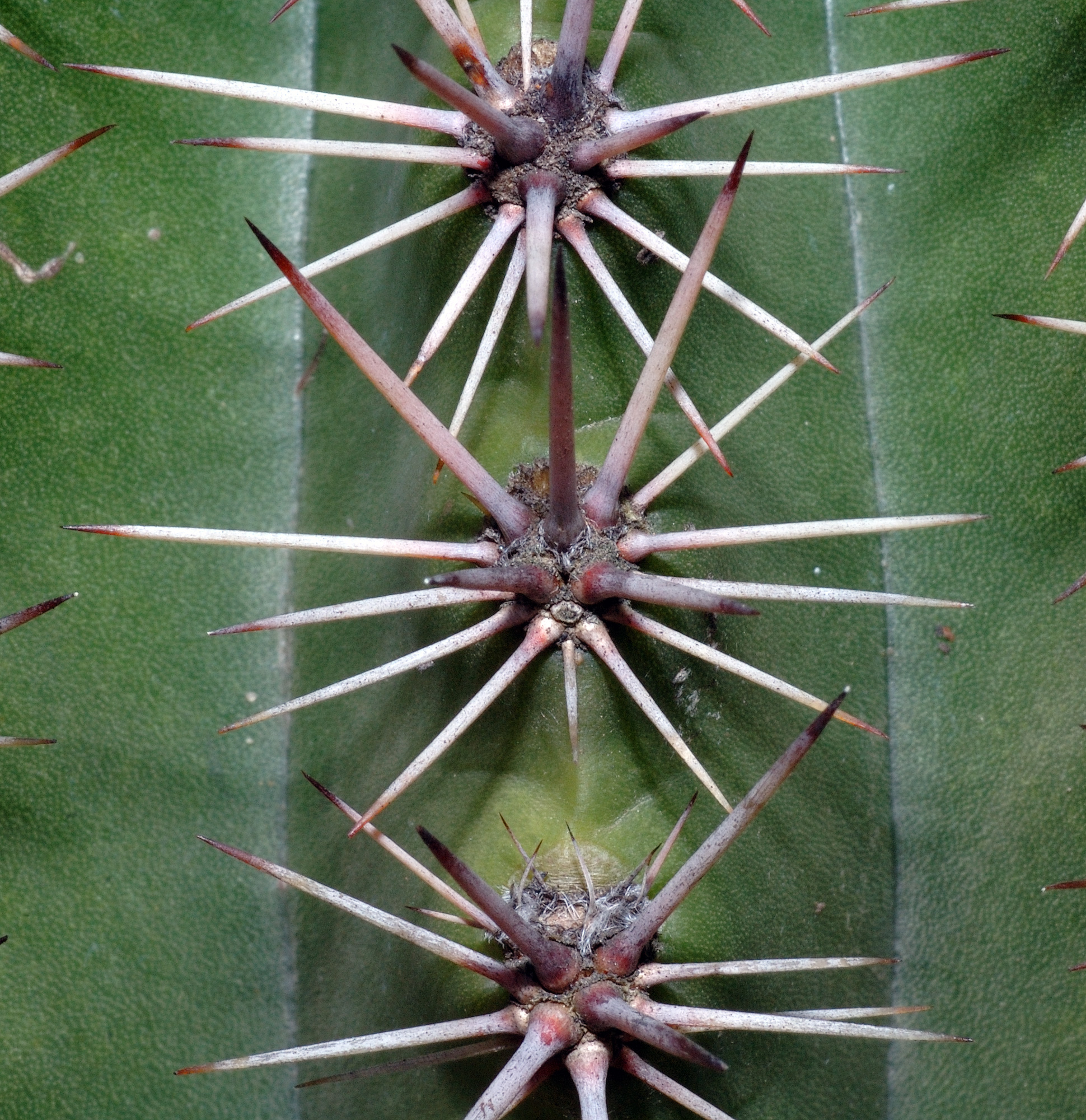
Detalle de las areolas

## Descripción
Echinopsis silvestrii suele crecer solitaria, pero a veces ramificada y formando pequeños grupos. Los tallos son cilíndricas o esféricos que alcanzan los 4-8 cm de diámetro y a 5-10 cm de cm. Tiene de 12 a 14  costillas presentes en las que se encuentran las areolas circulares  blanquecinas. Con una única especie central y 8 espinas radiales. Las flores son
largas en forma de embudo, blancas y sin olor que se abren por la noche. Las flores miden hasta 20 centímetros de largo.

## Taxonomía
Echinopsis silvestrii fue descrita por Carlos Luis Spegazzini y publicado en Anales del Museo Nacional de Buenos Aires ser. 3(4): 486. 1905.
Etimología
Ver: Echinopsis
silvestrii epíteto otorgado en honor del botánico y entomólogo Filippo Silvestri (1873–1949).